# Constantí Llombart
Carmel Navarro i Llombart, més conegut pel seu pseudònim de Constantí Llombart (Campanar, Ciutat de València, 8 de setembre de 1848 - 30 de març de 1893) fou un escriptor valencià i activista valencianista.
Constantí Llombart fou un dels escriptors més representatius en llengua catalana del segle xix en el País Valencià i impulsor de la Renaixença valenciana. Va destacar per la seua activitat política republicana, pel seu valencianisme i per la varietat dels seus escrits, de caràcter filològic, com la reedició del Diccionari Escrig amb un assaig nou d'ortografia, un compendi biobibliogràfic d'autors valencians: Los fills de la morta viva; texts de caràcter polític, traduccions al castellà de Jacint Verdaguer, epigrames i publicacions periòdiques com Lo Rat Penat, que destaquen per l'humorisme i la sàtira, a més d'obres de creació com poesia o teatre.
Llombart va ser un personatge molt actiu en la València de finals de segle xix, amb una dimensió social que cap altre escriptor va poder assolir. Políticament, fou republicà i amic personal de Vicent Blasco Ibáñez, a qui va convéncer perquè escrivís en valencià les primeres novel·les. A ell li devem la creació de l'associació Lo Rat Penat, el primer intent d'aplegar valencianistes de totes les classes interessats per la cultura valenciana, amb un cert to reivindicatiu.

## Biografia
Nascut en el si d'una família humil, estudià en les Escoles Pies, però abandonà molt prest els estudis per a treballar en un taller d'enquadernació. L'autodidactisme, segurament fomentat per aquest ofici, i la diversitat i heterogeneïtat dels interessos intel·lectuals són dos trets que marcaren la personalitat del jove Carmel Navarro. A causa dels seus orígens humils, va simpatitzar de molt jove amb la causa republicana, particularment amb el seu vessant federalista, molt actiu durant els anys del Sexenni Revolucionari, període que coincidí amb els seus anys de joventut.
En referència al conreu literari del valencià, cal dir que, quan Llombart va nàixer, ja havien tingut lloc dos importants fites: per un costat, l'aparició d'El Mole (1837 i 1840) i poc després la dels periòdics La Donsayna (1844), El Tabalet i El Sueco (1847). El succés que aquestes publicacions tingueren entre el públic valencià de la primera mitat del segle xix explica l'aparició d'una saó d'escriptors que, després de segles de decadència, i amb l'únic model dels col·loquis i dels diaris esmentats, començaren a fer versos en valencià, primer des de la modèstia de l'àmbit local i després amb unes pretensions literàries de major volada. Algun d’aquests escriptors, com el mestre Andreu Codonyer i Monzó, tingueren, segons pareix, un paper important en la decisió de Llombart de fundar, l'any 1874, la publicació Lo Rat-Penat. Calendari llemosí, que el 1878 donaria pas a la creació de la societat homònima. De fet, i segons apunta Joan Gil i Barberà, l'amistat amb l'impressor Laborda i amb el mestre Codonyer va ser important perquè Llombart publicàs els seus primers treballs literaris en la Gaceta Popular que dirigia Pelayo del Castillo.
Llombart imanta tota aquesta plèiade d'escriptors de curta volada en dos projectes comuns: primer, la seua obra, pràcticament enciclopèdica, Los fills de la morta-viva (1883), on parla de la vida i de l'obra de més d'un centenar d'autors, la majoria contemporanis seus; després, la creació de Lo Rat Penat: Calendari llemosí, el qual naix amb la finalitat de donar a la llum les obres dels escriptors més significats del País Valencià, Catalunya i les Illes. La voluntat de Llombart per vehicular vies de comunicació i expansió per als autors en valencià dona com a resultat, uns anys més tard, la creació de Lo Rat Penat, que s'intitularà Societat d'amadors de les glòries de València i son antic reialme. Mogut per la seua voluntat totalitzadora i pel seu caràcter generós i idealista, Llombart va voler donar cabuda, en esta societat, a tots els autors que conreaven el valencià, fins i tot a aquells que ho feien des de posicions ideològiques de signe contrari a la de l'autor. No podia fer-ho d'una altra manera, perquè ja en aquella època el prestigi de Teodor Llorente com a patriarca de la Renaixença valenciana era enorme. La decepció que va causar-li a Llombart el fet que la societat Lo Rat Penat fora capitalitzada des de ben prompte pels sectors més conservadors explica que, desenganyat, fundara el 1888 la societat L'Oronella, projecte que no va obtindre l'èxit cobejat.
Però la tasca de Llombart en defensa del valencià anà més enllà dels fronts a què s'acaben de fer referència. En molts de sentits, pot considerar-se una faena fortament vertebradora i dignificadora, més aïna en un context com el de finals del XIX, moment en què l'escolarització i la legislació en favor del castellà feien pressentir una ràpida desaparició de la llengua. Llombart, en primer lloc, mamprén la publicació d'una Biblioteca Valenciana que tindria com a finalitat l'edició i publicació dels clàssics valencians més importants de la història. Així, i seguint este projecte, varen vore la llum les obres Lo procés de les olives, l'Alabanza de las lenguas', de Martí de Viciana (1877) i les anomenades obres festives del pare Francesc Mulet, també l'any 1877.
En una segona direcció, complementària de l'anterior, Llombart es proposà insuflar al valencià la força necessària per a assumir entitat pròpia en tots els gèneres literaris possibles, amb la intenció d'igualar-lo a les altres llengües de cultura europees. Es tractava, en suma, de fer el valencià apte per a tots els usos literaris dels quals havia estat apartat durant segles, o als quals no havia arribat encara. Així ho veem en el cas del gènere de l'epigrama ("Niu d'abelles", 1872, amb Andreu Codonyer i Monzó, "Abelles i abellerols", 1878); el teatre ("La sombra de Carracuca!", 1876, amb Lluís Cebrian i Mezquita), la premsa ("El pare Mulet" i "El bou solt", ambdós de l'any 1877), el retrat ("Melonar de Valensia", 1877, amb Josep Francesc Sanmartín i Aguirre), el costumisme ("Tabal y donsayna", 1878, "Tipos d'auca", 1878), la tragèdia historicista ("Lo darrer agermanat", 1882), la llegenda ("La copa d'argent", 1887). També va fer provatures en el terreny de la biografia, la guia turística, la gramàtica, la narrativa, la sarsuela o la traducció d'altres llengües com el gallec.

Constantí Llombart va morir relativament jove, als quaranta-quatre anys, i sense massa recursos econòmics. El seu soterrament, que a causa de la ideologia laica de l'autor va tindre lloc en el Cementeri Civil de València, donà lloc a enfrontaments entre els republicans valencians, ja liderats per Blasco Ibáñez, i el sector més dretà, que criticà la "irreligiositat" de l'acte i que, com a senyal de protesta, deposità davant de la imatge de la Mare de Déu dels Desemparats la corona de flors que tenia reservada per al fèretre de Llombart. 
"La muerte del conocido escritor D. Constantino Llombart, ocurrida el último día de marzo, dió pretexto para hacer un alarde de irreligiosidad a los partidos avanzados, a los que estaba afiliado el popular poeta. Aprovechando la circunstancia de haber fallecido sin recibir los auxilios de la iglesia, se le preparó un entierro civil, al que invitaban en primer lugar el presidente del Consejo federal de la región valenciana y el comité municipal de este partido, en una esquela desprovista de toda fórmula religiosa. Muchas personas amigas del difunto se retrajeron de asistir al entierro; la sociedad del Rat-Penat, cuya fundación había sido iniciada por él, desistió de prestar el homenaje preparado a su fundador, y la corona destinada a figurar sobre el féretro, fue colocada en el altar de la patrona de Valencia. Al entierro asistieron sólo políticos exaltados, y el cadáver, conducido en hombros, iba cubierto por la bandera tricolor."

## Importància i valoració
El discurs tradicional sobre la Renaixença valenciana partix de la idea que esta va estar separada en dos sectors: el primer, cultista i conservador, liderat per Teodor Llorente i el segon, progressista i popular, liderat per Constantí Llombart. Segons esta interpretació, el sector progressista aspirava a una recuperació total de la llengua en tots els àmbits, però el triomf del sector conservador deixà anar en orris eixes aspiracions i establí una lectura de la Renaixença limitada a la recuperació de l'ús literari del valencià, tot excloent-ne qualsevol aspiració política o sociolingüística. Esta interpretació, a hores d'ara, es troba molt discutida: d'una banda, autors com Rafael Roca han insistit en la revaloració del paper de Teodor Llorente; de l'altra, s'ha insistit molt des de diverses publicacions en la idea que la separació entre els dos sectors no era tan real com s'ha volgut fet creure.

Sobre la figura de Constantí Llombart, les principals crítiques insistixen en el seu caràcter autodidacte i en el fet que li mancara la preparació cultural i intel·lectual que sí que tenia, posem per cas, Llorente. És evident que, a Llombart, li mancà preparació cultural per a esdevindre un intel·lectual de referència; el seu paper més bé va ser el d'un entusiasta inquiet, el d'un idealista que, no obstant les seues limitacions, va realitzar una importantíssima faena de catalitzador. A hores d'ara, li devem el disseny del primer programa cultural seriós de la Renaixença valenciana i, sobretot, la seua faena de mestratge sobre tota una generació d'escriptors jóvens que l'admiraren i respectaren, i que miraren de seguir-ne l'exemple. Entre altres noms, hi podem destacar els de Josep Maria Puig i Torralva, Ricard Cester, Lluís Cebrian i Mezquita, Josep Francesc Sanmartín i Aguirre, Víctor Iranzo i Simon o, fins i tot, el jove Vicent Blasco Ibáñez. D'estos poetes, mal anomenats d'espardenya, podem dir que encara que no destacaren individualment per la seua obra literària ni ideològica, sí que foren precedent per a la generació de valencianistes de principis del segle xx, on podem destacar, ara sí, figures tan importants com les de Carles Salvador o Faustí Barberà. 
"La preparació de Llombart no era certament la més adequada per a encarar tots els treballs que dugué a terme, perquè en els estudis regulars no havia passat de les primeres lletres. Així, era molt fàcil als seus opositors, que el menyspreaven sempre, mirar-lo per damunt del muscle. ... El que hem de valorar, ara mateix, és l'energia del personatge, la deua decisió d'enfrontar-se sense recursos propis, gairebé sense ajut de ningú, amb una situació adversa. I d'enfrontar-s'hi continuadament, amb tenacitat. 
Fou un home d'una tenacitat envejable, que només es veié recompensada pel bon record que va deixar entre alguns joves que van rebre de Llombart una influència o altra"

## Obres més destacades
- 1872. Niu d'abelles grogues: epigrames llemosins, València, 1872.
- 1873. Trece días de sitio o los sucesos de Valencia. Hi ha edició moderna: Crònica de la revolució cantonal, València, Eliseu Climent, ed., 1973.
- 1873. Flores y perlas: poesías morales. València, 1873. Junt amb Sanmartín i Aguirre.
- 1875. Lo Rat Penat: Calendari llemosí corresponent al present any (...). Compost ab la distinguida col·laboració dels més reputats escriptors de València, de Catalunya i de les Illes Balears per En Constantí Llombart. València, 1874-1883, deu volums.
- 1876. La sombra de Carracuca!: juguete cómico-lírico bilingüe en un acto y en verso. València, 1876. Junt amb Lluís Cebriàn Mezquita.
- 1876. Mulet, Francesc, (O. P.) (1624-1675), Obres festives compongues segons antiga, general y molt rahonable tradició. València, 1876.
- 1877. «En Joaquim Balader. Apunts biogràfics». Lo Rat Penat, 1877.
- 1877. El Pare Mulet, semanari impolític y Bou solt, sota la direcció de Constantí Llombart. València, Josep Maria Blesa, 1877.
- 1877. Melonar de Valensia; cabótes y calaveres: galeria de retratos de personaches selebres dibuixats a la ploma, en serio y en broma y en lenguache bilingüe, València, 1877. Junt amb Sanmartín i Aguirre.
- 1877. Viciana, Rafael Martí de, Libro de alabanças (de) las lenguas hebrea, griega, latina: Castellana y Valenciana. Compilado por Martín de Viziana. Barcelona, reimpressió facsímil de l'edició impresa a València en casa de Joan Navarro el 1574 i reproduïda per Constantí Llombart a València l'any 1877 en la Llibreria de Francisco Aguilar.
- 1878. Abelles y abellerols: sent y un epigrames. València, Llibreria de Manuel Vilar, 1878.
- 1878. Excel·lències de la llengua llemosina: discurs panegírich llegit en la solemne sessió inaugurativa de Lo Rat Penat. València, 1878.
- 1878. «N'Eduard Escalante. Apunts biogràfics». Lo Rat Penat, 1878.
- 1878. Tabal y donsayna: festes, costums y mals visis: pintats a la valensiana.
- 1878. Tipos d'auca: retratos, carases y carasetes.
- 1879. «En Jacint Labaila. Apunts biogràfics». Lo Rat Penat, 1879.
- 1879. «En Fèlix Pizcueta. Apunts biogràfics». Lo Rat Penat, 1879.
- 1879. «En Teodor Llorente. Apunts biogràfics». Lo Rat Penat, 1879.
- 1879. Los Fills de la Morta Viva: apunts biobibliogràfichs per la història del Renaiximent lliterari llemosí en València. València, 1879.
- 1880. Ensayo de ortografía lemosino-valenciana, obra premiada en els Jocs Florals de 1880.
- 1882. Lo darrer agermanat: episodi dramàtich en un acte. València, 1882.
- 1884. Matilde: història d'una modista. València, 1884.
- 1884. La Suíza valenciana: guía de Buñol y sus alrededores. València, 1884.
- 1884. Lo Rat Penat: Periòdich lliterari quincenal orgue oficial de la Societat d'amadors de les glòries valencianes, redactat per escriptors valencians, catalans y mallorquins, dirigit per Constantí Llombart. València, 1884-1885.
- 1887. Escrig y Martínez, Don José. Diccionario valenciano-castellano. Tercera edición corregida y aumentada con un considerable caudal de voces, frases, locuciones, modismos, adagios y refranes, de que las anteriores carecían, y precedida además d'un nuevo prólogo, la biografía de su autor, y un Ensayo de Ortografía lemosino-valenciana por una sociedad de literatos bajo la dirección de D. Constantino Llombart. València, 1887. Imprenta de Pasqual Aguilar.
- 1887. La copa d'argent: llegenda del segle xvi. València, 1887.
- 1887. Valencia antigua y moderna: Guía de forasteros, la más detallada y completa que se conoce. València, 1887.
- 1889. Diario d'un peregrino a Tierra Santa. Traducció de l'obra de Jacint Verdaguer per Constantí Llombart. València, 1889.
- 1890. La Cruz Blanca: apropósito en un acto y en verso. València, 1890. Junt amb Ramon Andrés Cabrelles.
- 1892. Aires de mi tierra: poesías gallegas. Madrid-Valencia, Bernardo Rico-Francisco Sempere. Traducció al castellà de l'obra de Manuel Curros Enríquez. Madrid-València, 1892.
- L'agüela Puala. Sarsueleta còmica en dos actes. Paròdia de la sonàmbula. València (s.n). Junt amb Ricard Cester Mendoza.